# Ermita de San Pedro (El Cuervo)
La ermita de San Pedro se encuentra en el municipio de El Cuervo, provincia de Teruel, (Comunidad de Aragón, España).
Actualmente arruinada y sin culto, el emblemático edificio y el solar sobre el que se asienta son de propiedad particular.

## Historia
A finales de la primera mitad del siglo XIX la villa de El Cuervo contaba con poco más de medio centenar de casas, además de la Casa Consistorial, una cárcel y escuela primaria a la que acudían unos veinticinco alumnos. Contaba con una notable iglesia parroquial Nuestra Señora de la Asunción- (siglo XVII-siglo XVIII), que tenía aneja la de Veguillas de la Sierra (con el nombre de santa Waldesca), y dos ermitas: una bajo la advocación de San Roque, en el interior de la población, y otra fuera, bajo el título de San Pedro.
Existe escasa información respecto de la ermita de San Pedro, según testimonios, antes de la Guerra Civil Española (1936-1939), durante la Semana Santa se subía desde el pueblo rezando las estaciones del Vía Crucis, y en la onomástica del santo había una procesión desde la iglesia hasta la ermita. En los años sesenta, el Ayuntamiento vendió la ermita a un particular, que a cambio enlosó con terrazo el piso de la parroquial: con los viejos ladrillos de barro de la iglesia se pretendía pavimentar la ermita de San Pedro, pero el proyecto no llegó a culminarse y los ladrillos pueden verse apilados dentro del edificio de la ermita.
Durante la guerra, la ermita fue desmantelada, como la iglesia parroquial, sirviendo de almacén y como refugio a soldados y gente evacuada de lugares próximos al frente de Teruel:

«En esta población no ha habido ningún incendio, ni saqueos, solamente hubo destrucción de las imágenes y altares de la Iglesia Parroquial y Hermitas de San Pedro y San Roque, pero fueron las fuerzas rojas ignorando quienes fueran por ser milicianos desconocidos».
La ermita de San Pedro en El Cuervo (Teruel), Alfredo Sánchez Garzón

Respecto a la datación del edificio, podría datarse en siglo XVI-siglo XVII, cuando la villa pertenecía al Condado de Fuentes.

## Descripción
La ermita se halla en la cima de un cerro pedregoso, al poniente de la población. El edificio posee planta alargada -en orientación antigua: este (cabecera) oeste (pies)-, muros de mampostería parcialmente enlucida, con esquinares de piedra, contrafuertes laterales en el muro de poniente y una entrada en arco de medio punto en la fachada meridional, ligeramente descentrada hacia los pies: las dovelas del arco y los esquinares son de piedra tosca burdamente labrada.
La cobertura es a dos aguas con teja árabe dispuesta en canal y cobija, con alero basado en dos hileras de teja sobrepuestas, en cuyo interior luce un dibujo vidriado triangular.
En el interior, lo más llamativo es la estructura de la cubierta, notable en su realización pero en lamentable estado, «basada en el sistema tradicional de las techumbres mudéjares aragonesas a dos aguas, tipo par hilera» con tabicas, los pares o alfardas apoyados directamente sobre los estribos, cinchados a su vez por seis tirantes, según el estilo que empezó a verse en la zona a partir del siglo XV. En la cabecera hay un altar de obra adosado con una hornacina en la parte alta a modo de retablo neoclásico.
El piso es de tierra batida -con abundantes restos de excrementos de ovejas, evidenciando que el recinto ha servido de corral-, posee un poyo corrido en la parte posterior, muros enlucidos de yeso con dibujos geométricos y vegetales en azulete a la altura del zócalo y en la parte alta del muro (finales siglo XIX, principios del siglo XX), similares a los que podían verse en la Iglesia de Santa Ana en Torrealta (Valencia), antes de su restauración.
Delante de la fachada principal de la ermita, en un plano inferior, hay una hondonada donde pudo haber un lugar de enterramiento, quizá una fosa común, a tenor de los abundantes restos humanos que aparecieron al sacar zahorra para allanar el camino de acceso a la ermita.
Desde el lugar de la ermita puede apreciarse una estupenda perspectiva de la zona, con el caserío de El Cuervo (Teruel) a los pies, arracimado en torno de su parroquial, con el Castillo a la izquierda, la vega del Ebrón en su segundo plano al frente y la villa de Castielfabib al fondo, cerrando el horizonte al sureste.
El grave estado de deterioro en el que se halla la Ermita de San Pedro en El Cuervo (Teruel), constituye el paradigma de como los pueblos pueden ir perdiendo su patrimonio histórico-artístico, su memoria e identidad.

## Galería

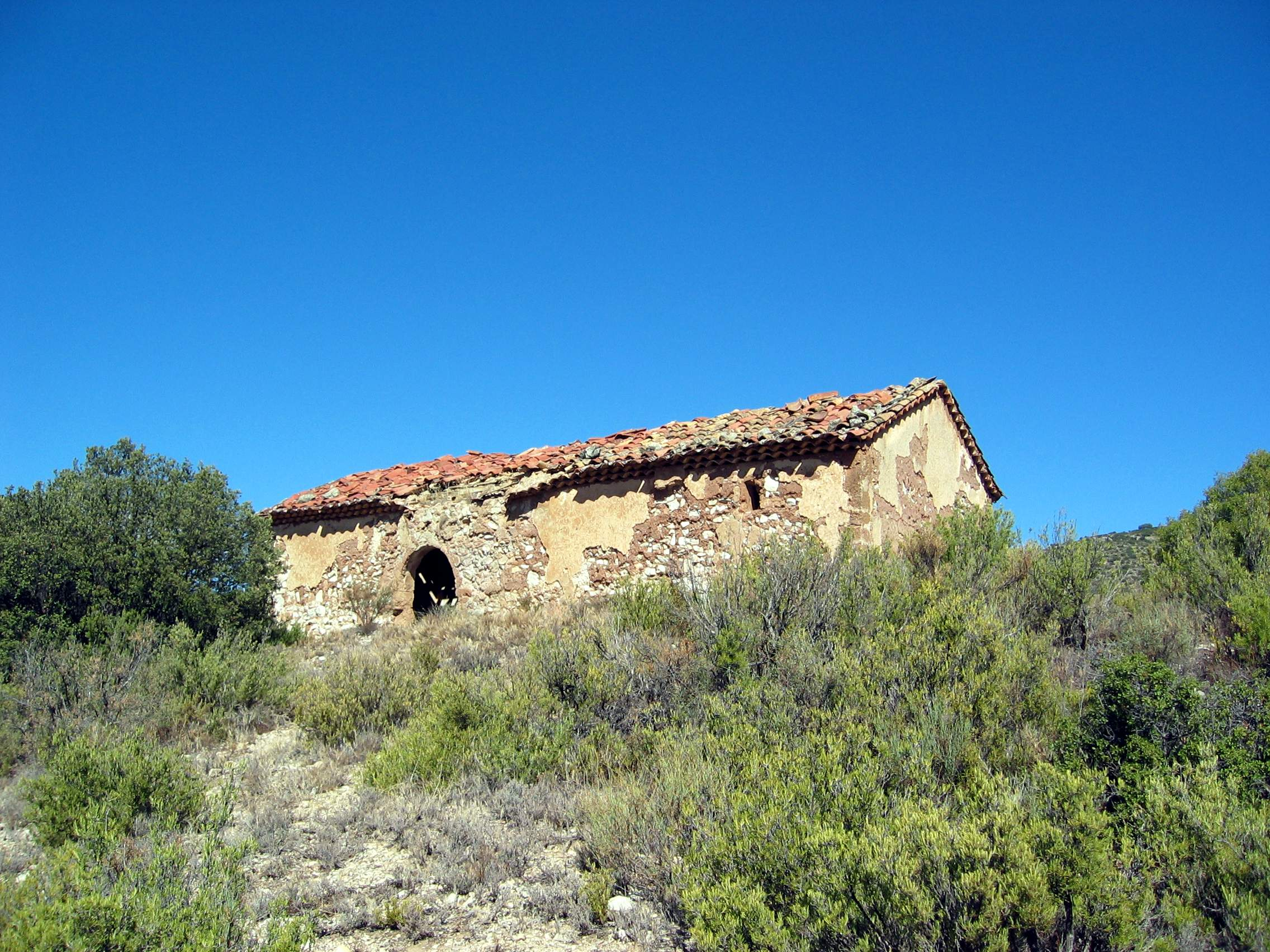
Vista fronto-lateral derecha de la ermita de San Pedro en El Cuervo (Teruel).
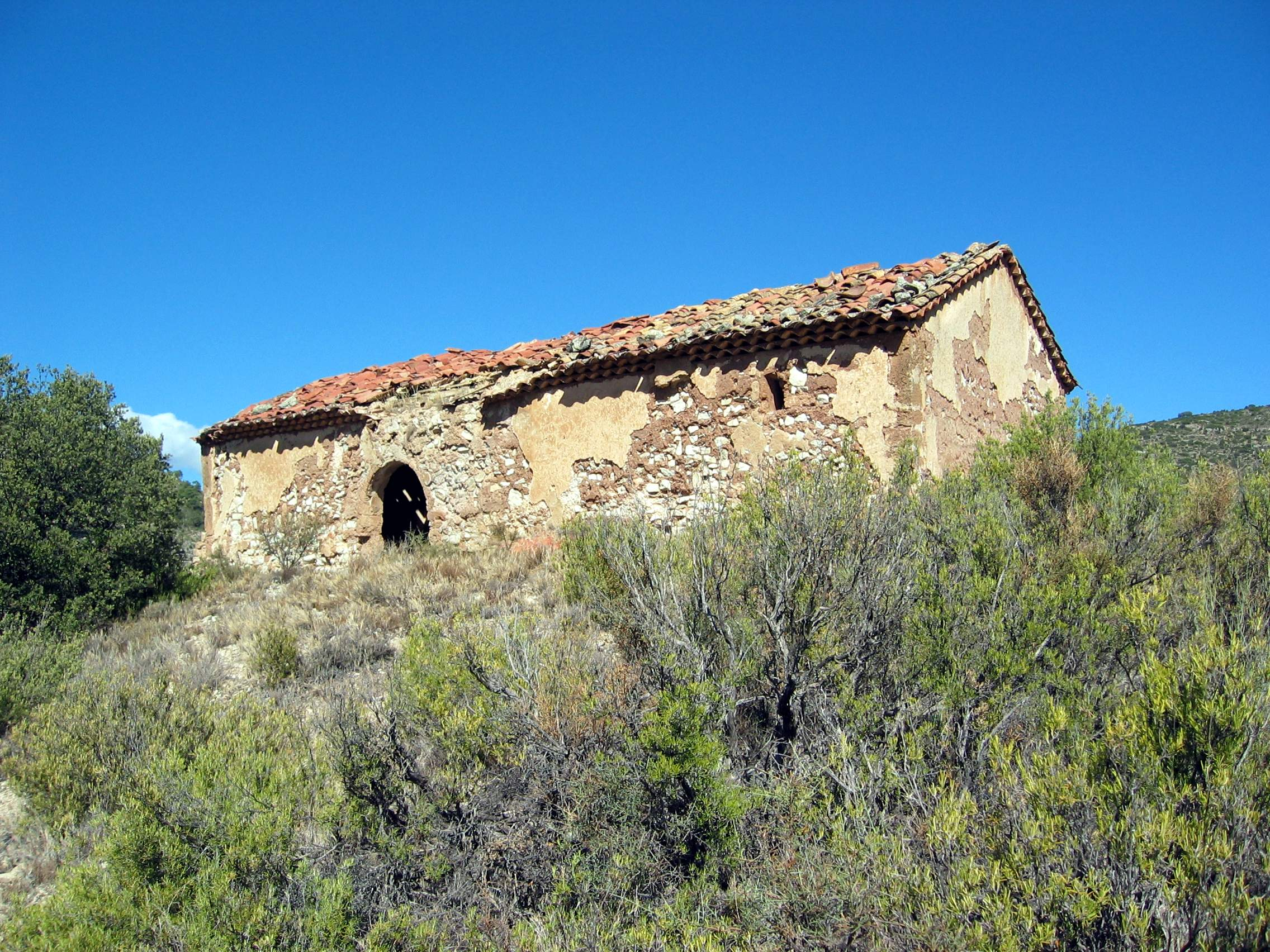
Vista fronto-lateral derecha de la ermita de San Pedro en El Cuervo (Teruel).
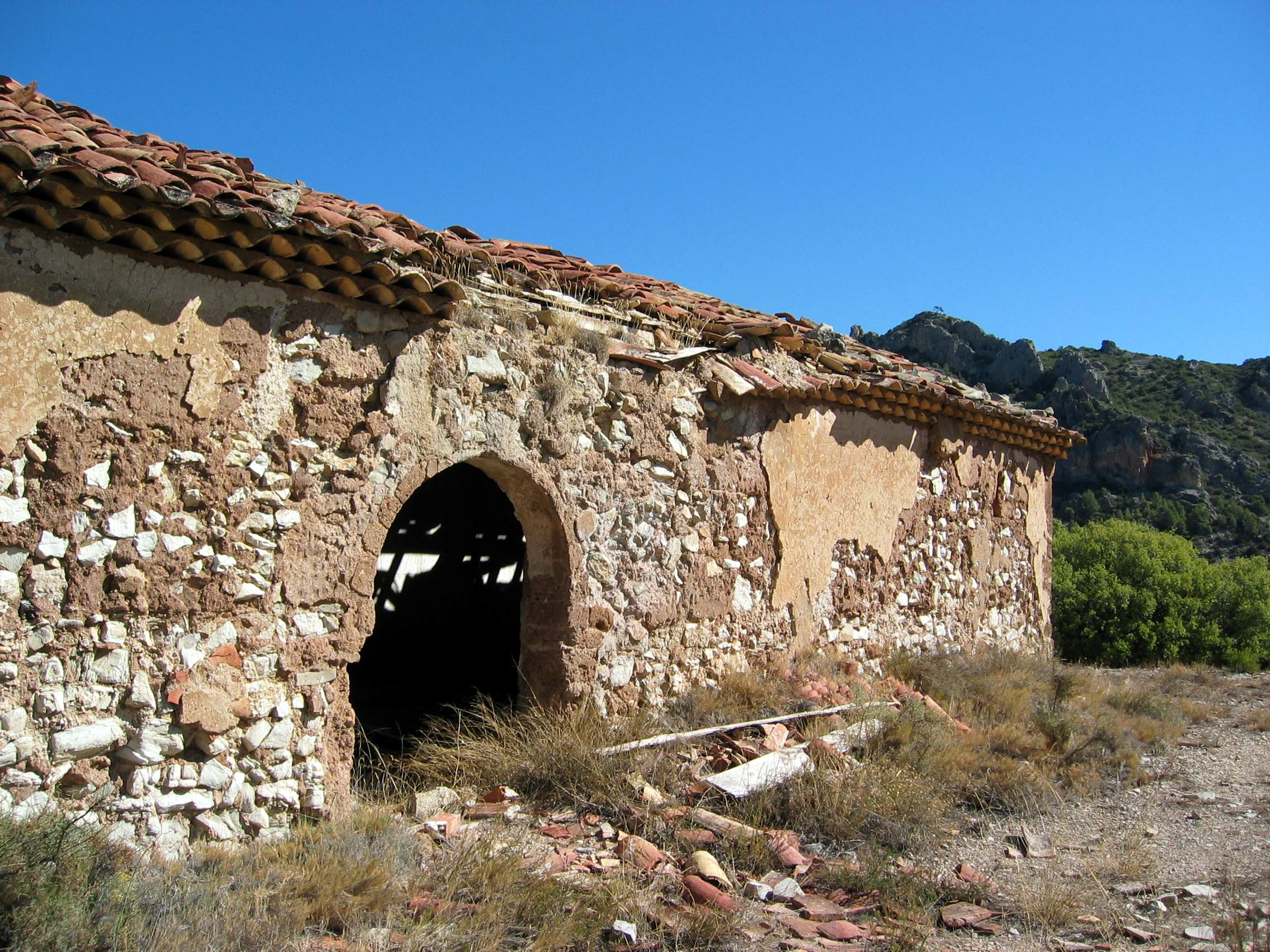
Vista frontal de la ermita de San Pedro en El Cuervo (Teruel), con detalle de la entrada.
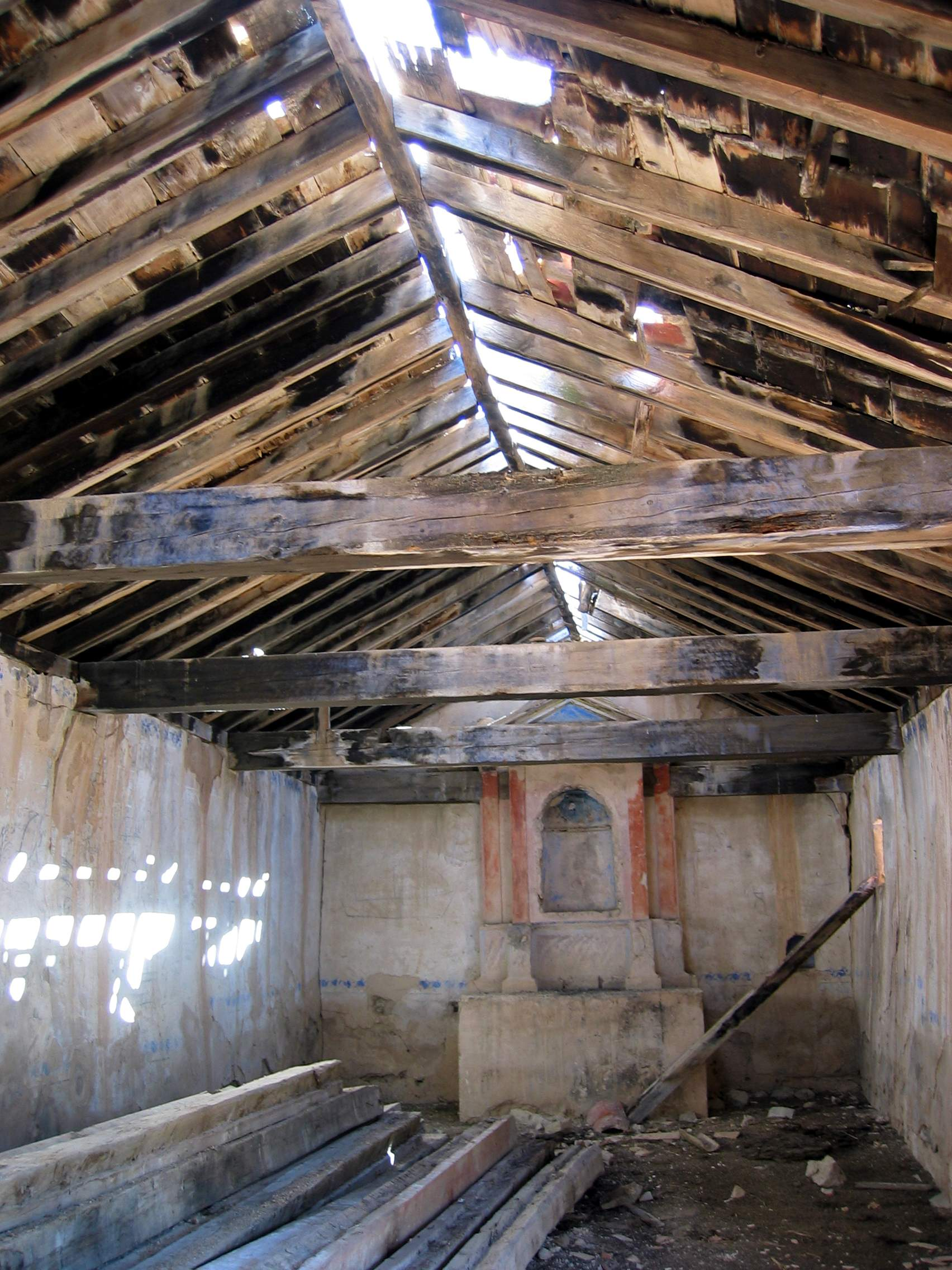
Vista del interior de la ermita de San Pedro en El Cuervo (Teruel), con detalle de la estructura de la cubierta.
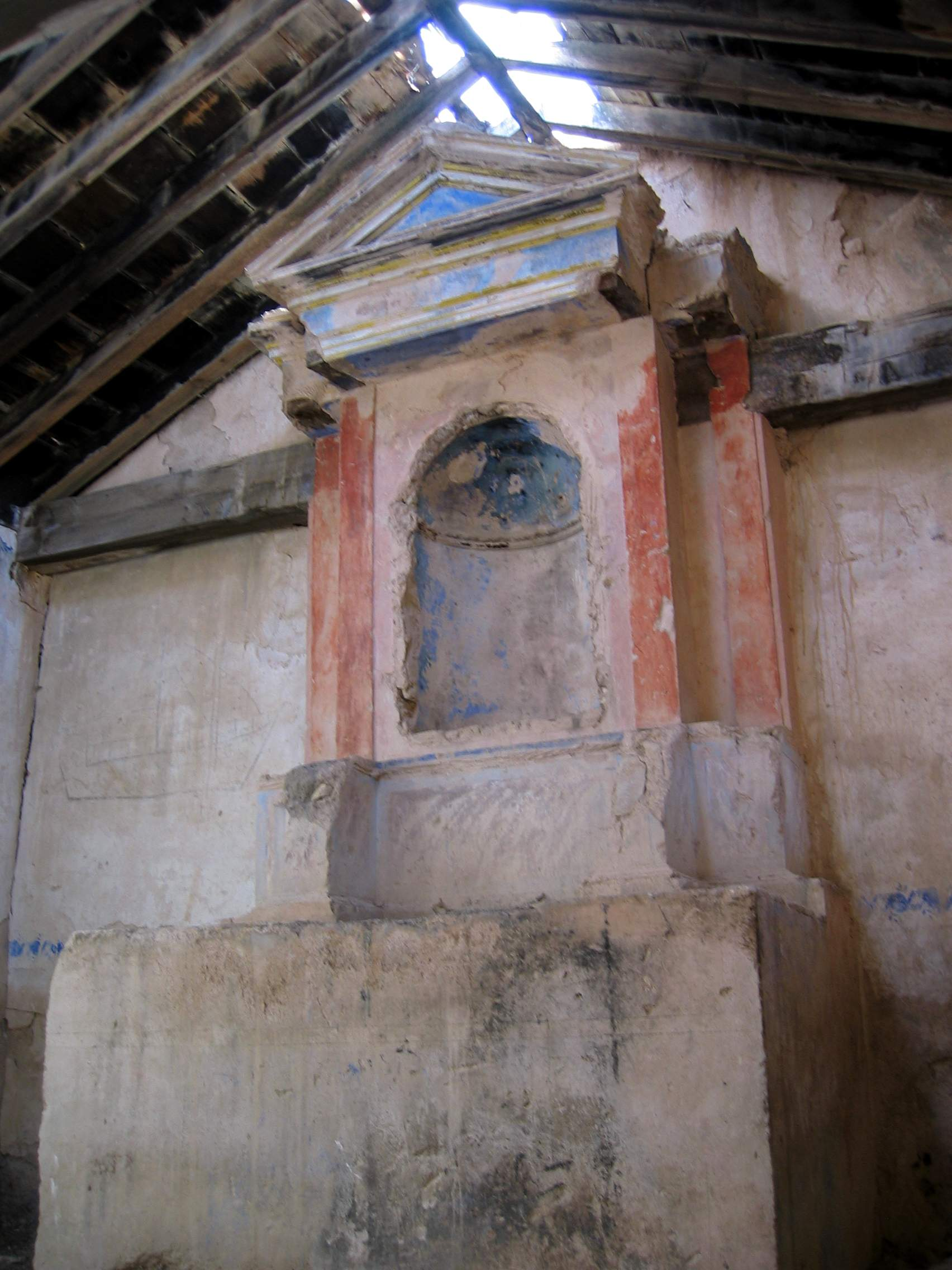
Vista del interior de la ermita de San Pedro en El Cuervo (Teruel), con detalle del presbiterio, altar y retablo.
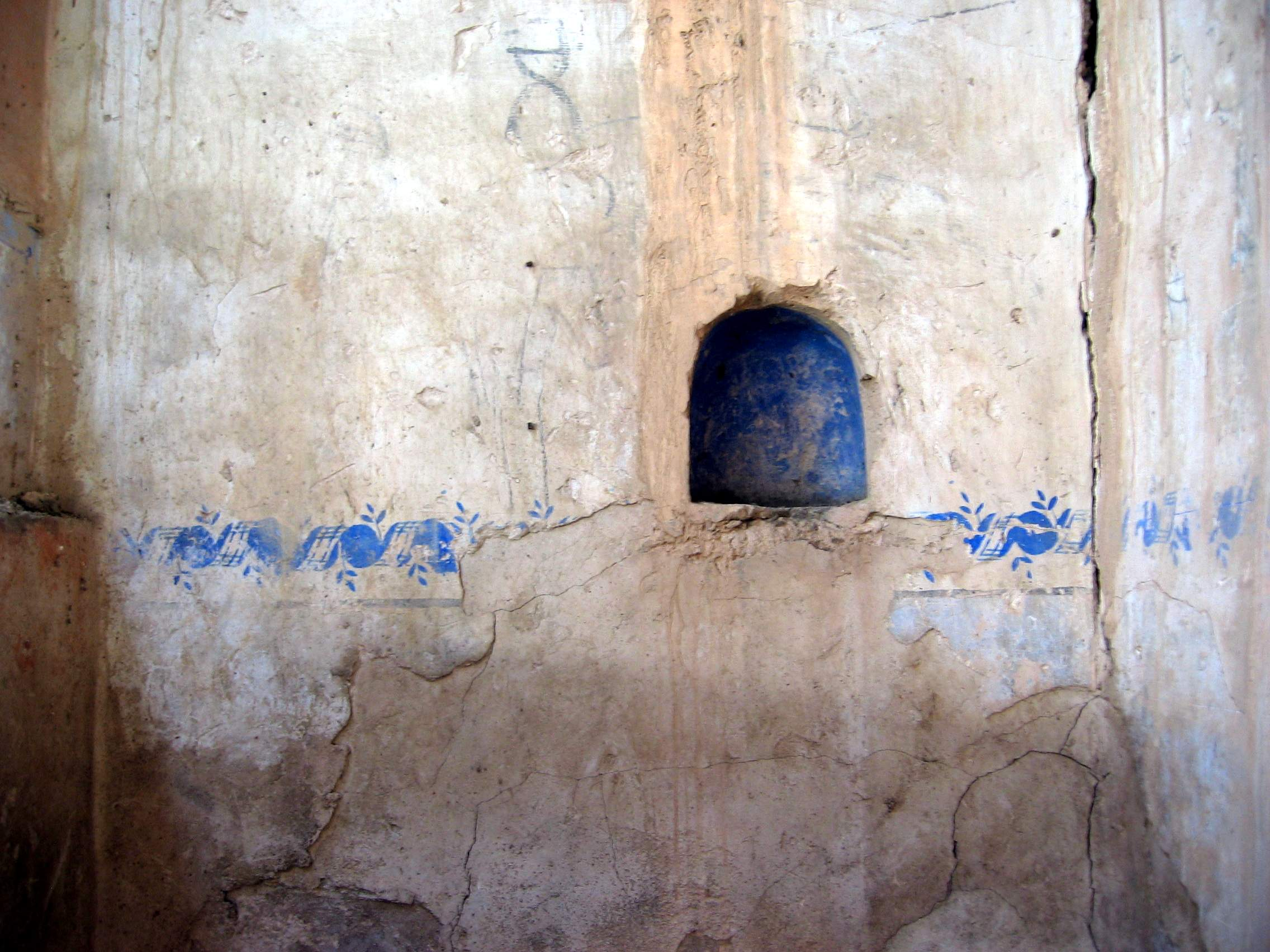
Detalle de hornacina y cenefa de azulete en el zócalo del presbiterio de la ermita de San Pedro en El Cuervo (Teruel).
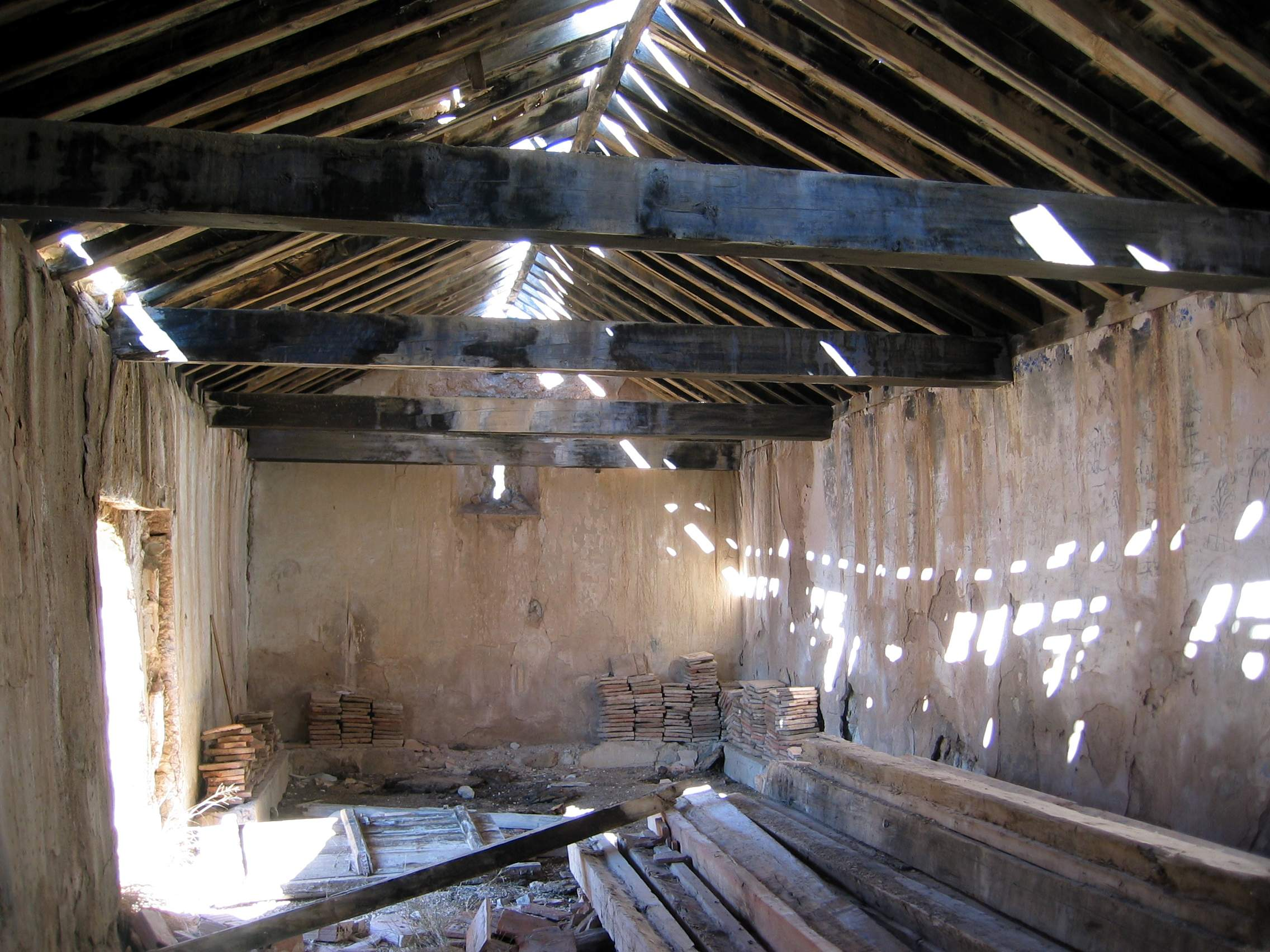
Vista del interior de la ermita de San Pedro en El Cuervo (Teruel), con detalle de la estructura de la cubierta, hacia los pies.
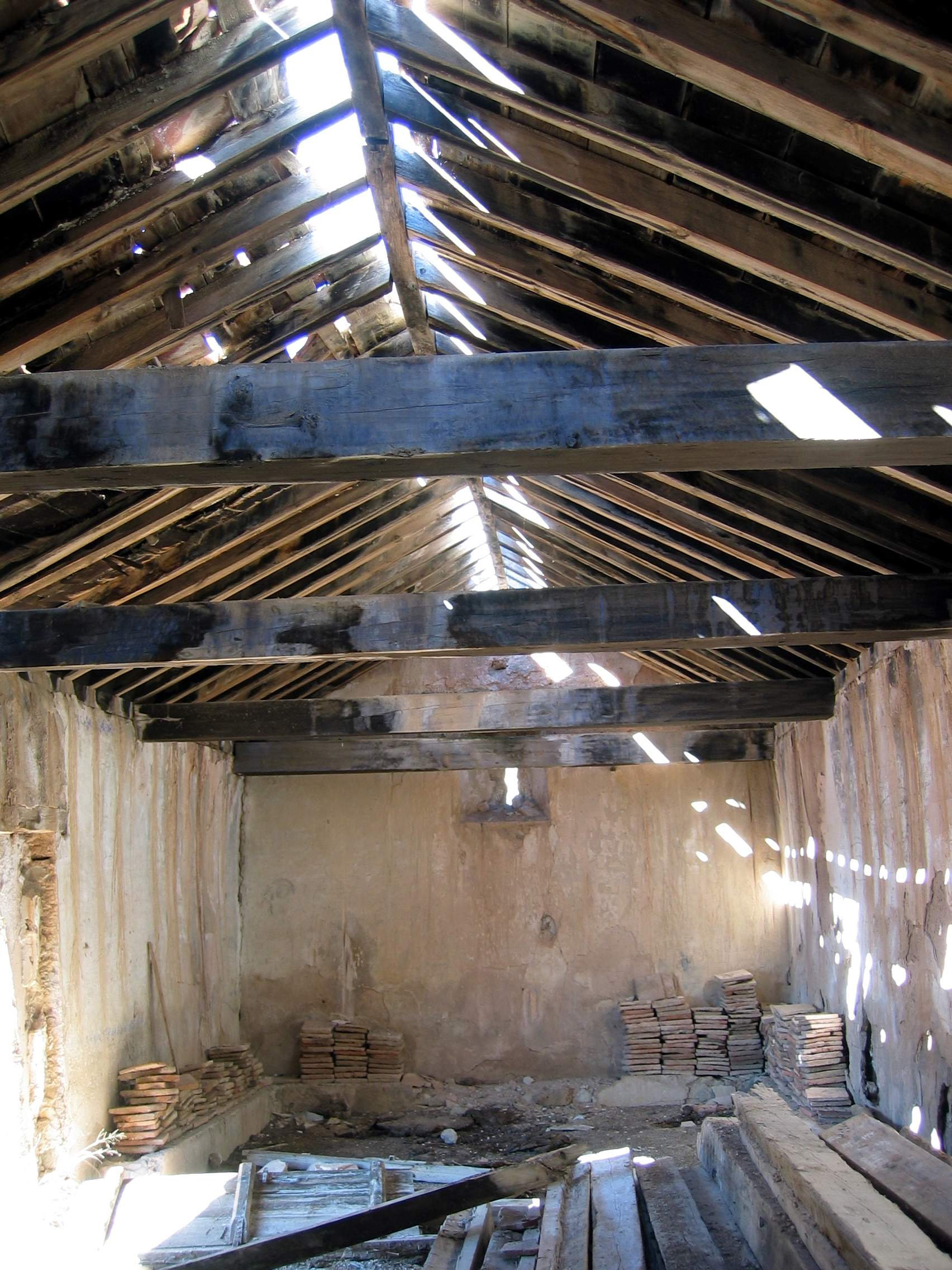
Vista del interior de la ermita de San Pedro en El Cuervo (Teruel), con detalle de la estructura de la cubierta, hacia los pies.
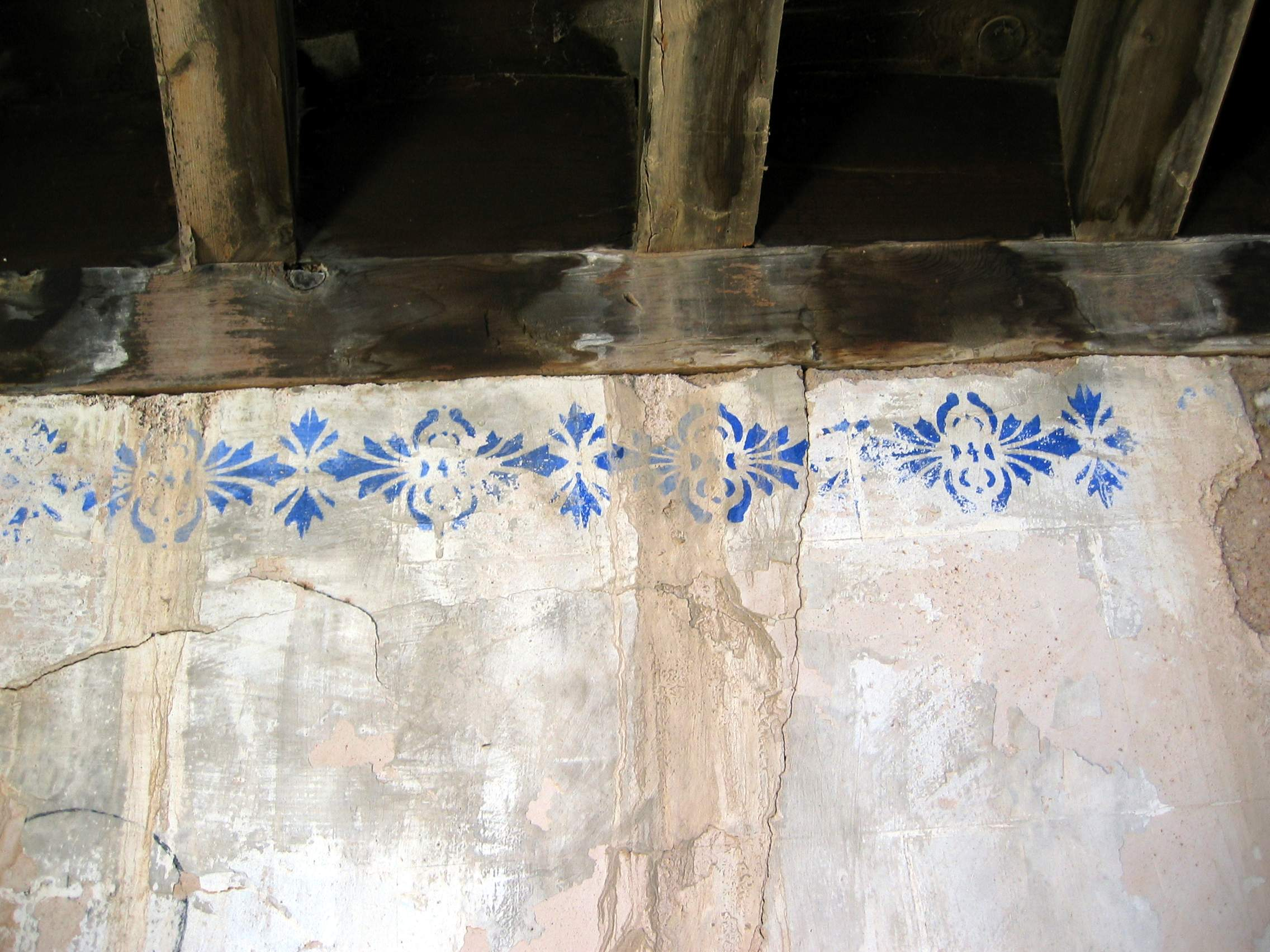
Vista del interior de la ermita de San Pedro en El Cuervo (Teruel), con detalle de la estructura de la cubierta y cenefas de azulete por debajo del estribo.
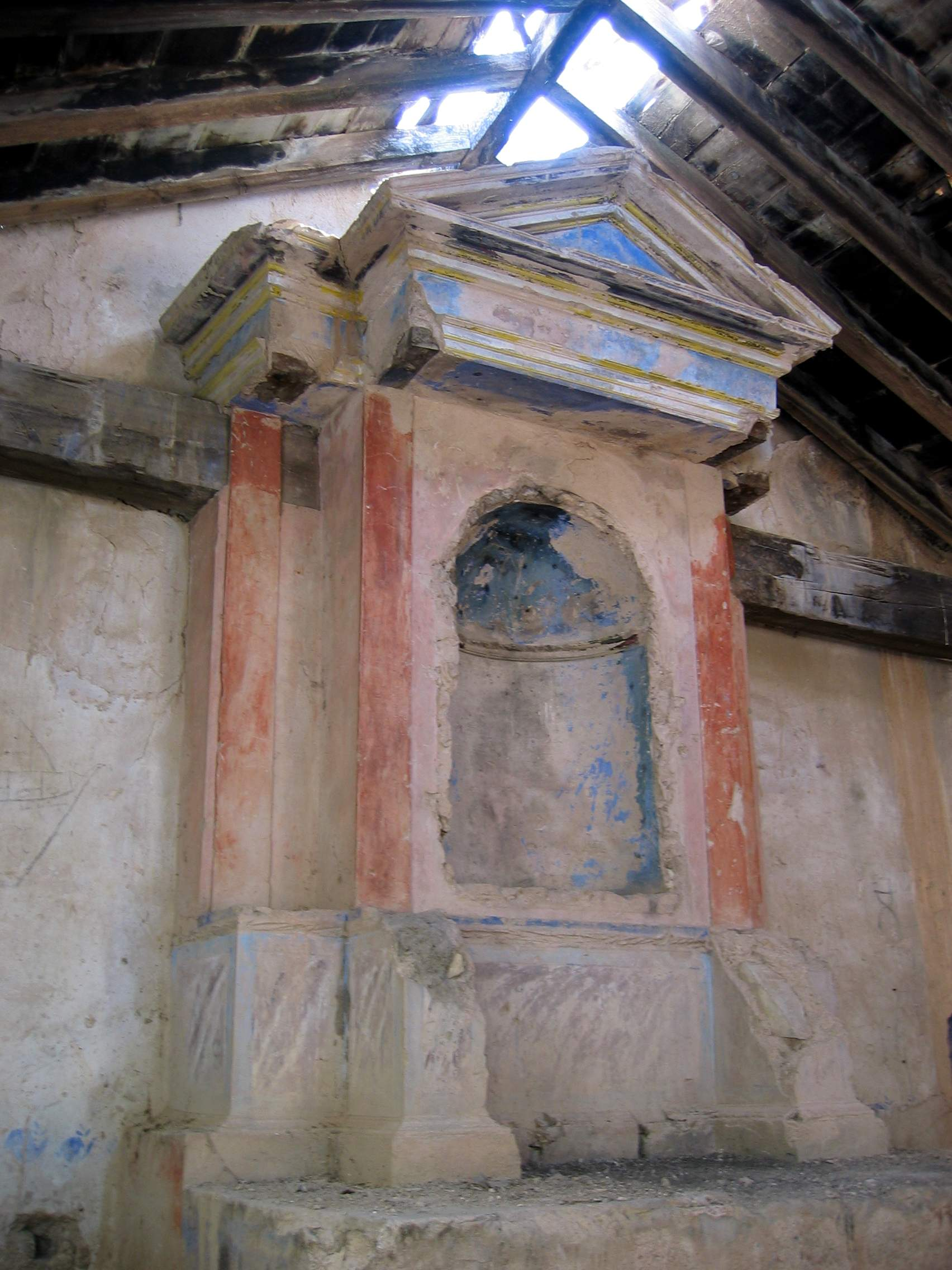
Vista interior del testero de la ermita de San Pedro en El Cuervo (Teruel), con detalle del artesonado neoclásico.
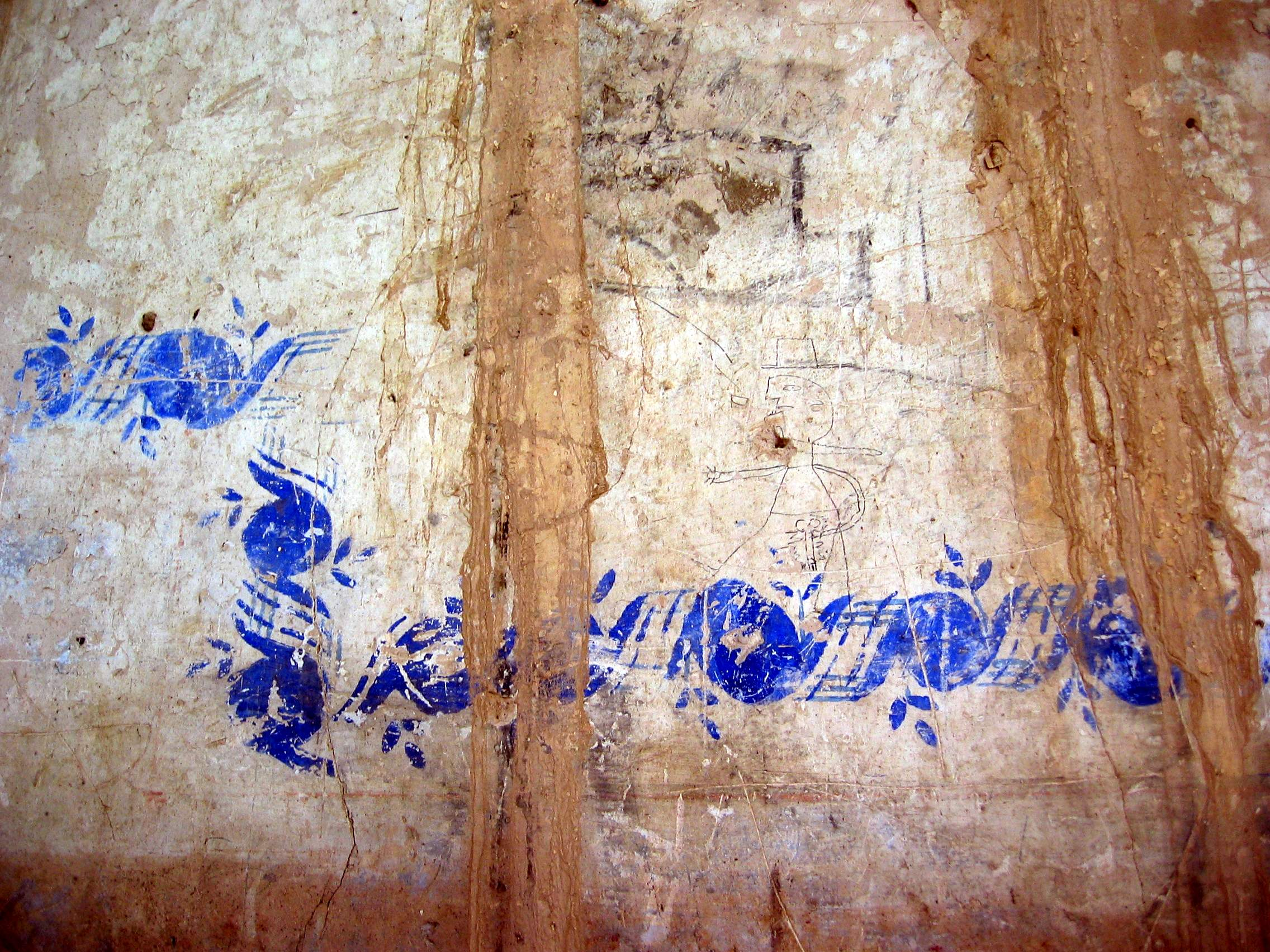
Vista interior de la ermita de San Pedro en El Cuervo (Teruel), con detalle de la ornamentación en el zócalo.
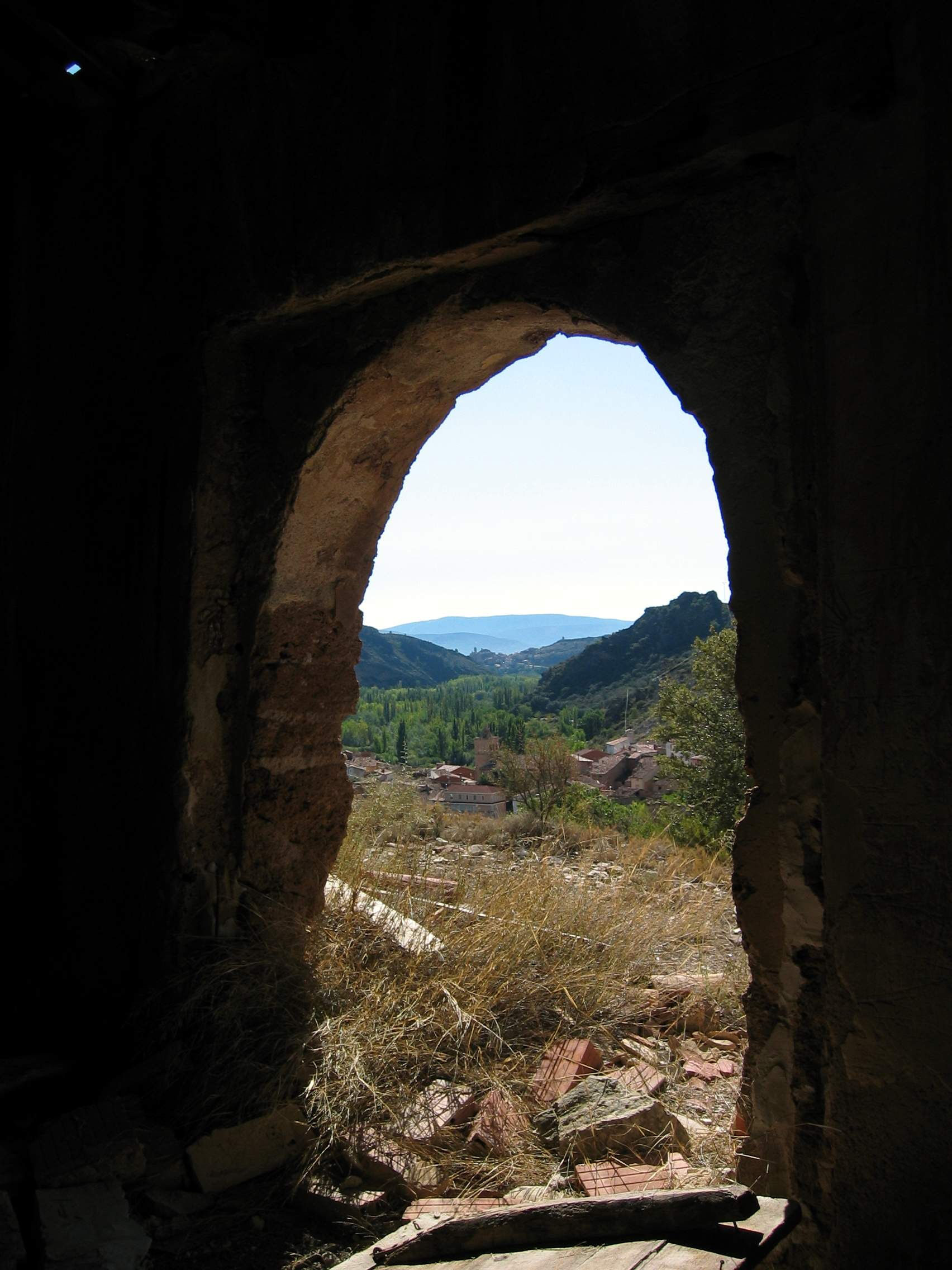
Vista parcial del caserío de El Cuervo (Teruel), desde el interior de la ermita de San Pedro, con detalle del arco.
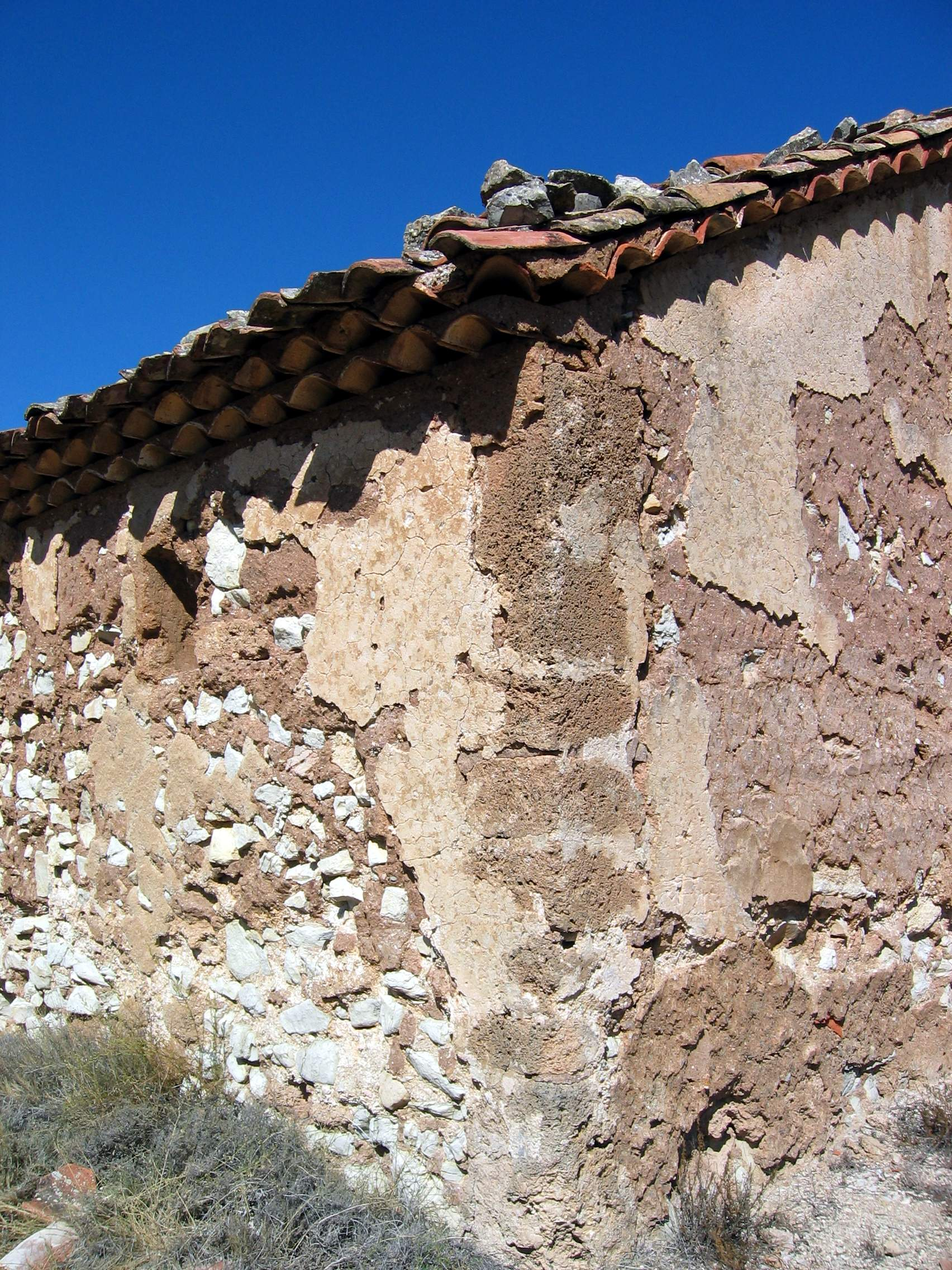
Vista del exterior de la ermita de San Pedro en El Cuervo (Teruel), con detalle de la esquina sureste.
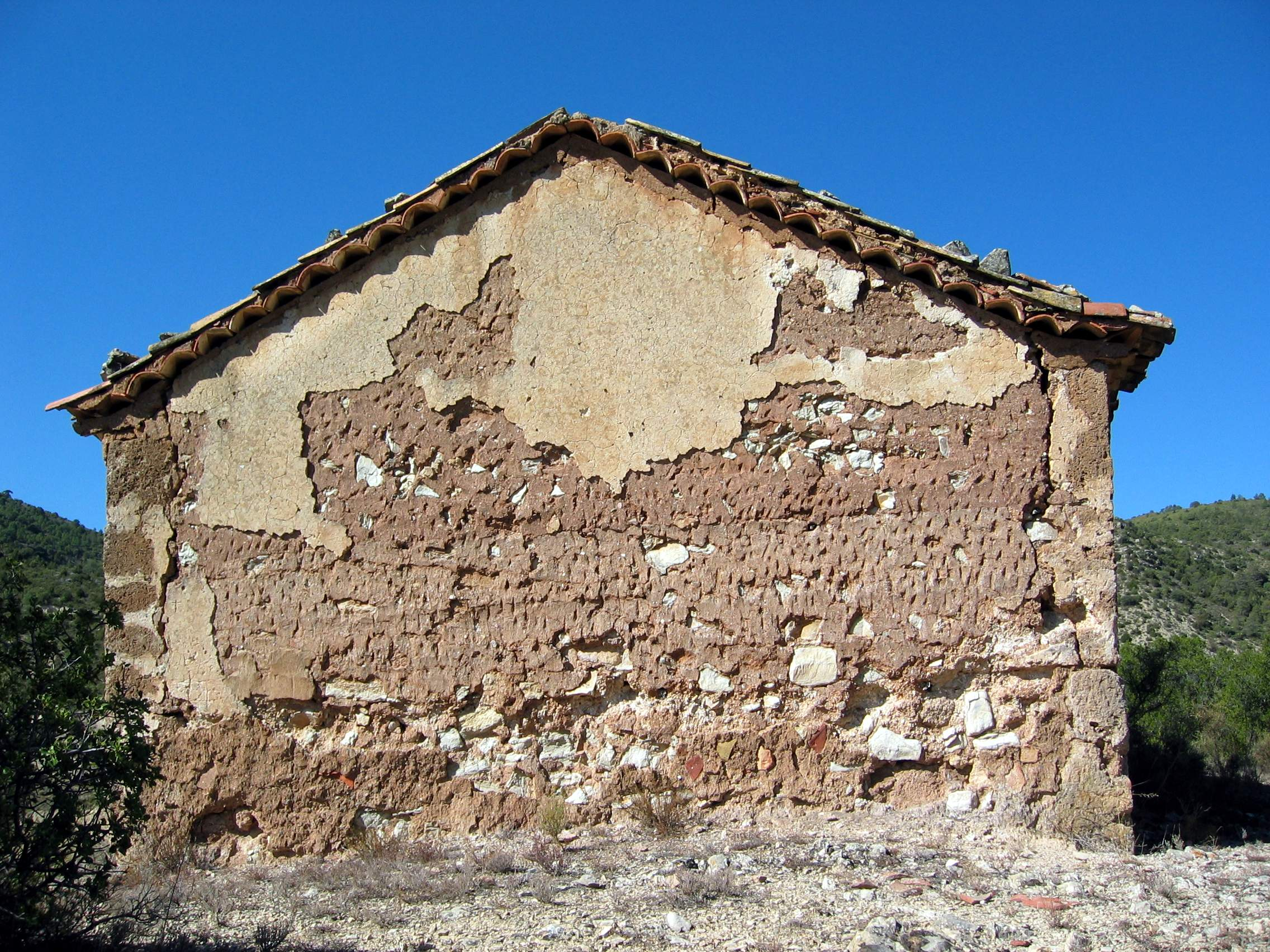
Vista del exterior de la ermita de San Pedro en El Cuervo (Teruel), con detalle del hastial de cabecera y vertientes.
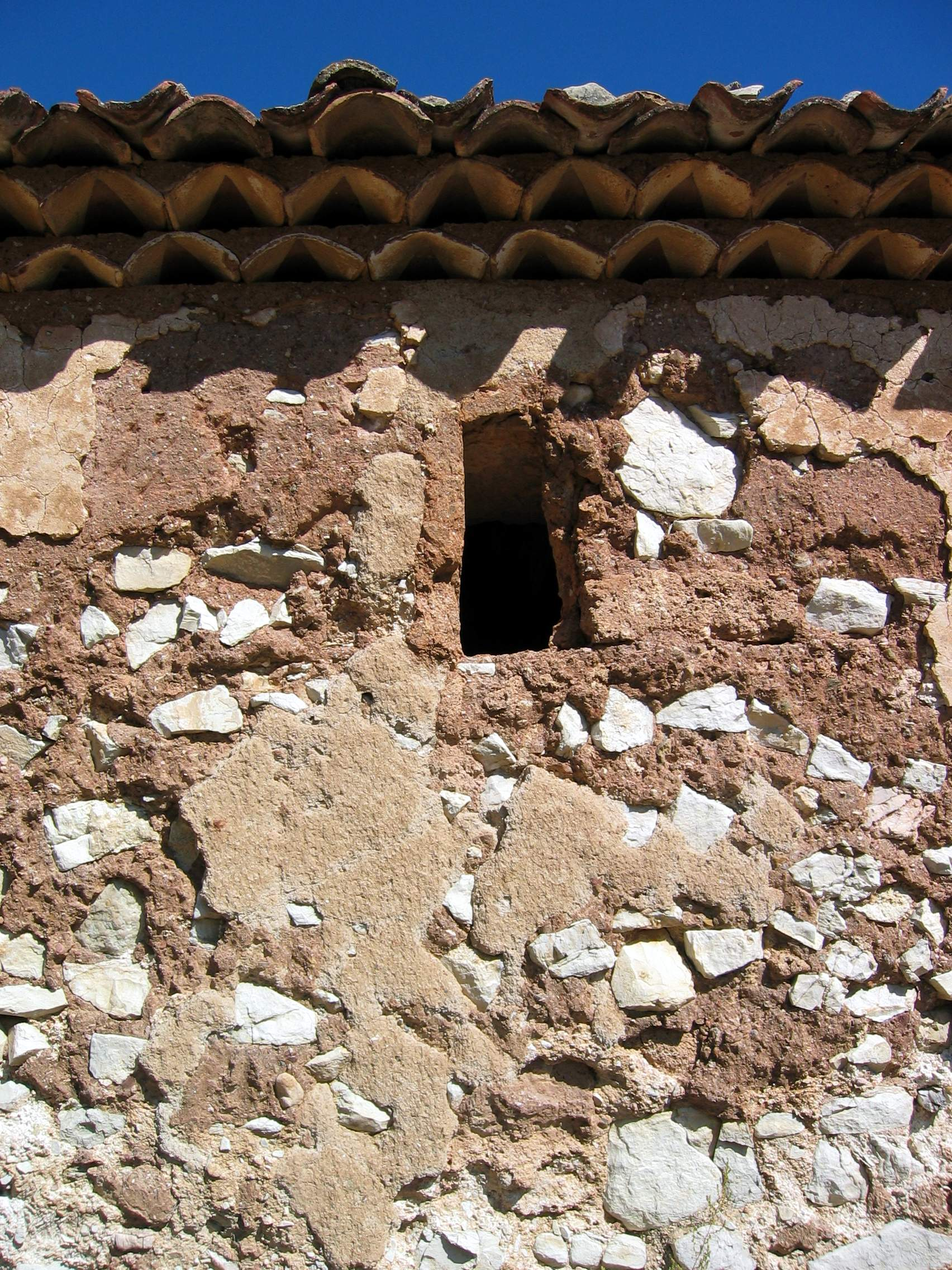
Vista del exterior de la ermita de San Pedro en El Cuervo (Teruel), con detalle de la mampostería del muro meridional, ventanuco y alero.
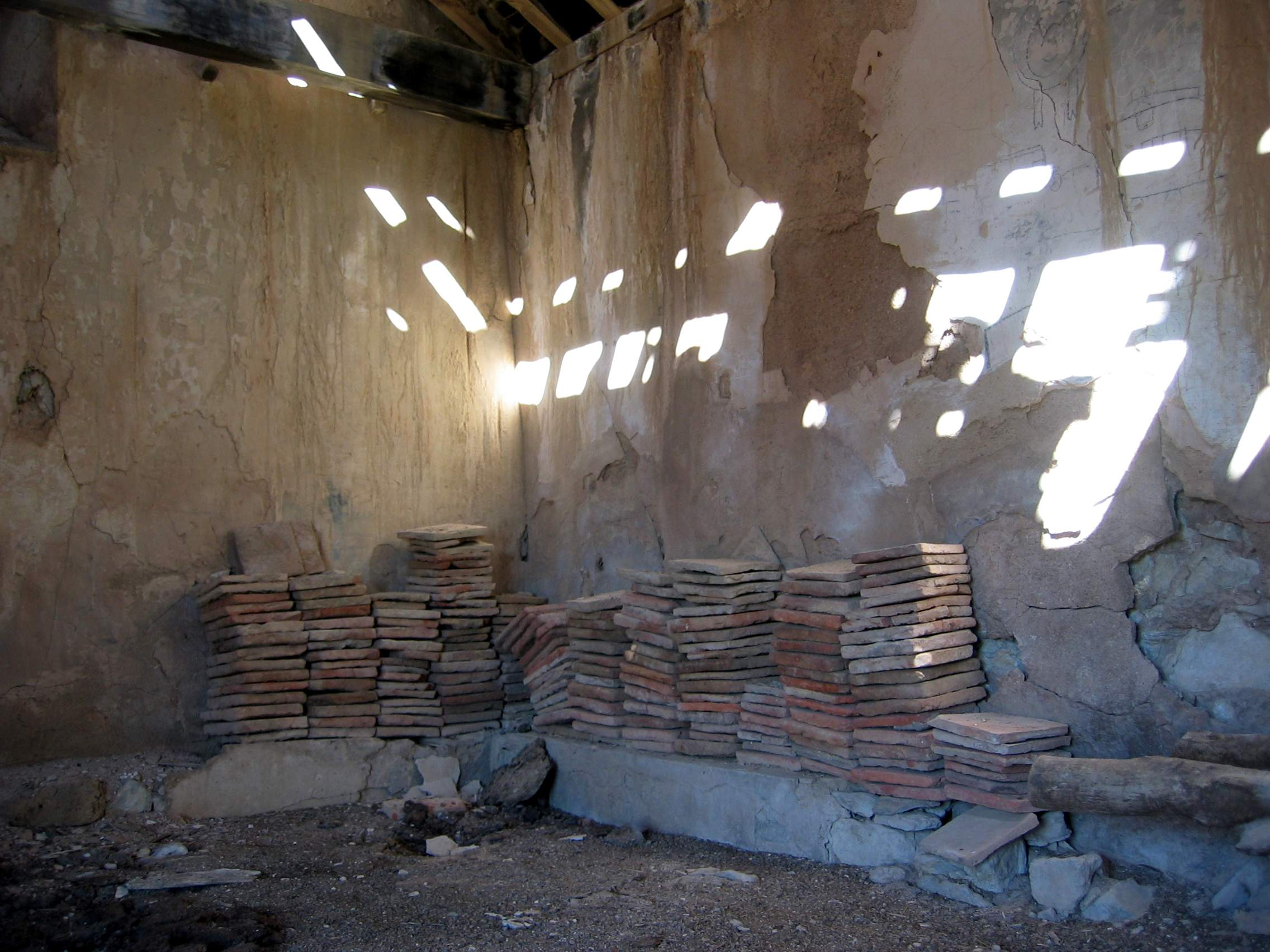
Vista interior de la ermita de San Pedro en El Cuervo (Teruel), con detalle de baldosas apiladas, correspondientes al piso antiguo de la parroquial.
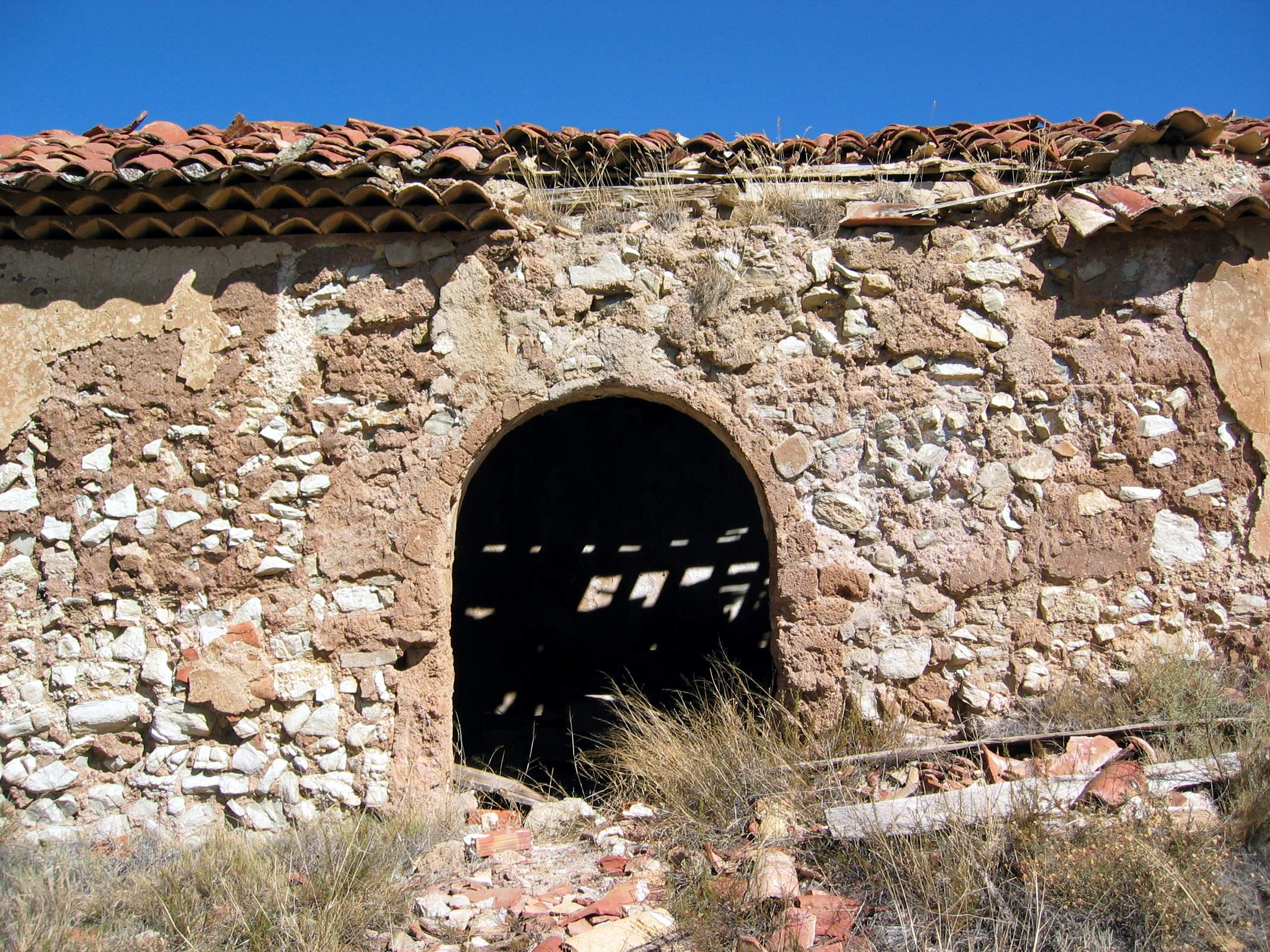
Vista de la fachada principal de la ermita de San Pedro en El Cuervo (Teruel), con detalle del arco de la entrada.
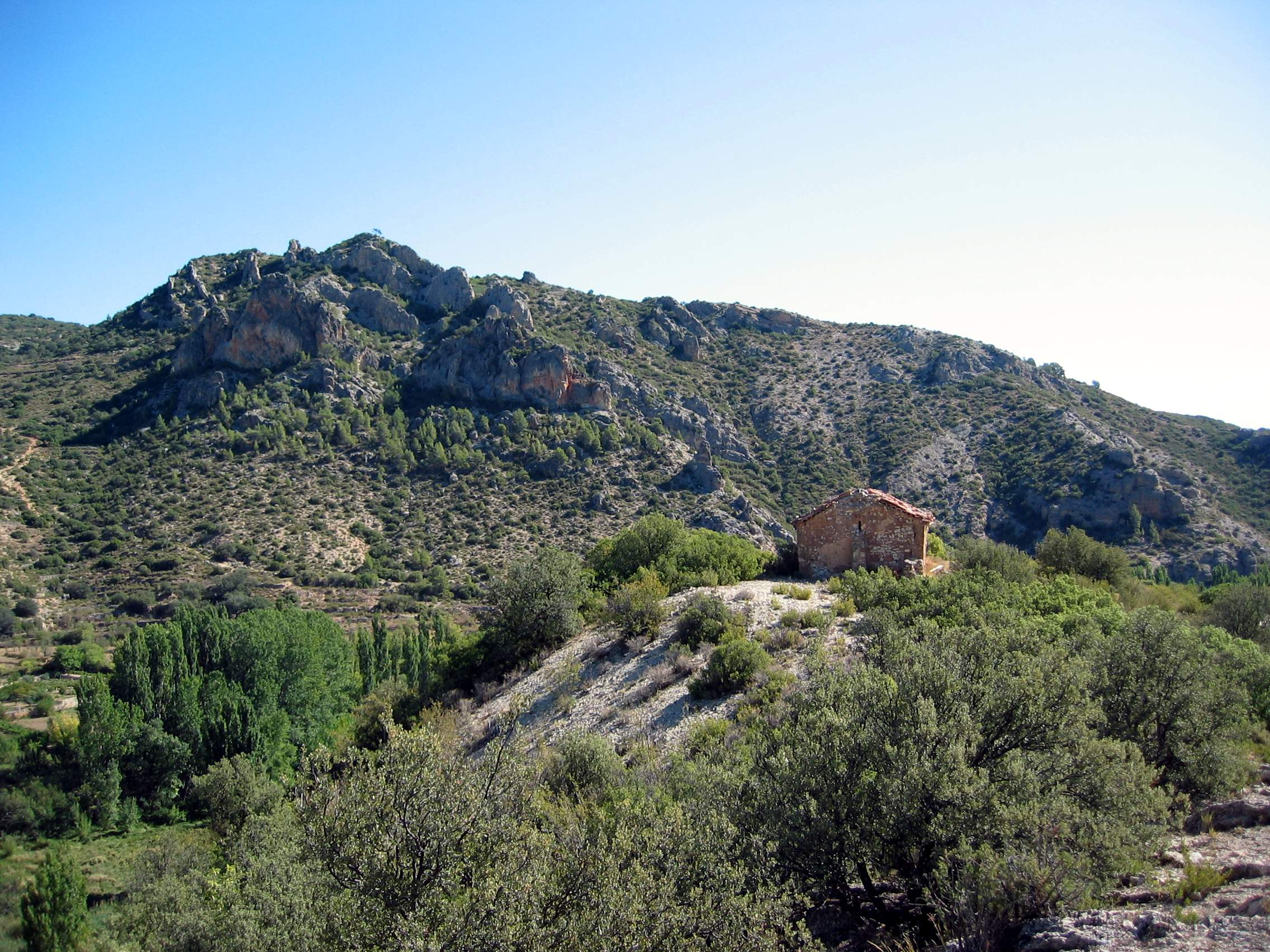
Vista general de la ermita de San Pedro de El Cuervo (Teruel), con la peña de Los Picarzos al fondo.
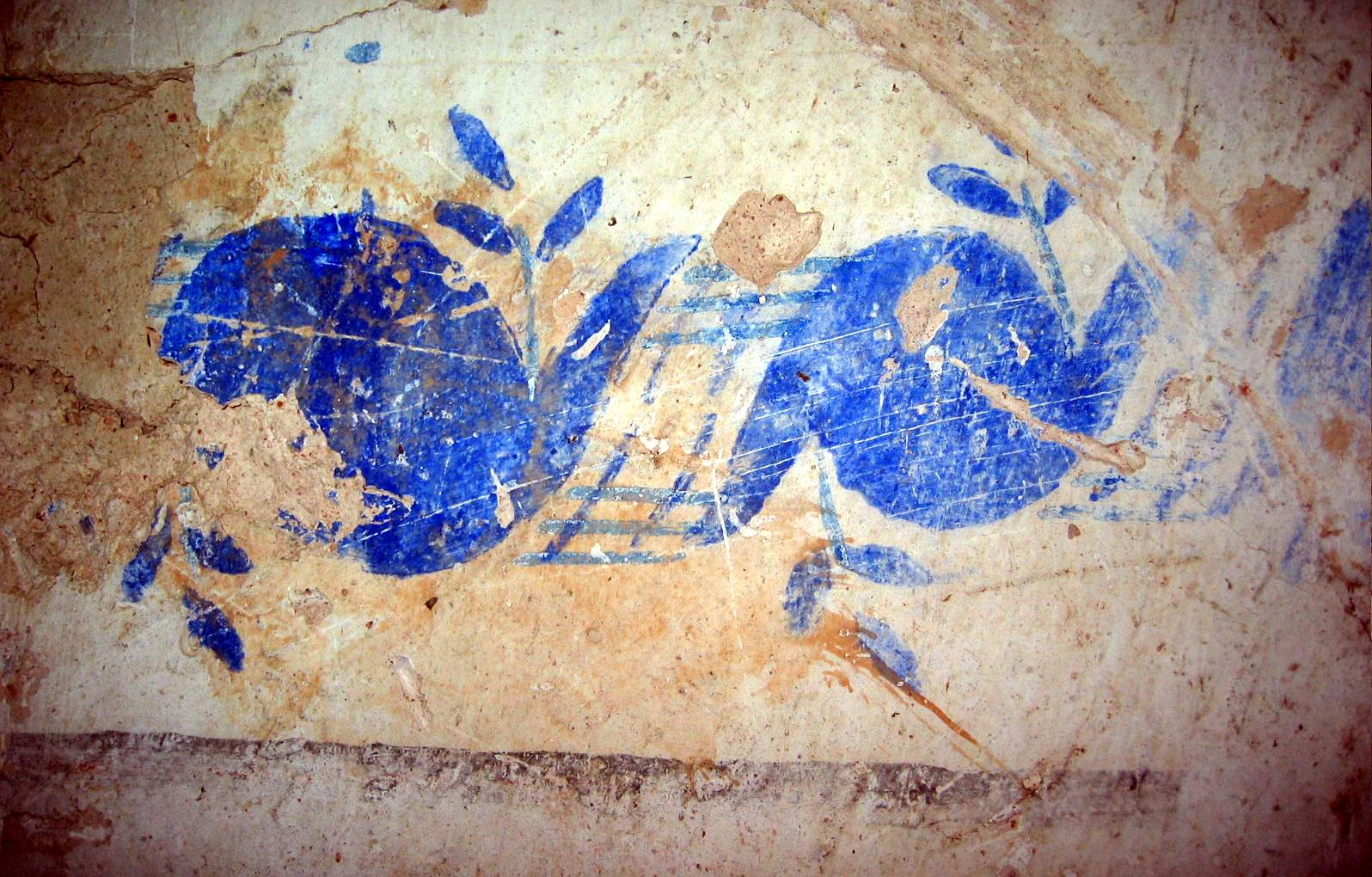
Detalle de cenefas con motivos ornamentales en azulete en el zócalo de la ermita de San Pedro en El Cuervo (Teruel).